# Juegos Bolivarianos de 1993
Los Juegos Bolivarianos de 1993 se desarrollaron en las ciudades de Santa Cruz y Cochabamba, Bolivia. Las mascotas oficiales de estos juegos fueron Livarito, un gallito de las rocas, y Cuis, un Cuy.

## Medallería
| Medallero Juegos Bolivarianos - Santa Cruz y Cochabamba, Bolivia |           |     |       |        |       |
| Del 24 de abril al 2 de mayo de 1993                             |           |     |       |        |       |
| Pos.                                                             | País      | Oro | Plata | Bronce | Total |
| 1                                                                | Venezuela | 111 | 78    | 58     | 247   |
| 2                                                                | Colombia  | 84  | 54    | 31     | 169   |
| 3                                                                | Perú      | 32  | 43    | 56     | 131   |
| 4                                                                | Ecuador   | 23  | 46    | 69     | 138   |
| 5                                                                | Bolivia   | 12  | 48    | 80     | 140   |
| 6                                                                | Panamá    | 10  | 6     | 18     | 34    |

| Predecesor: Maracaibo 1989 | XII Juegos Bolivarianos Santa Cruz de Sierra y Cochabamba 1993 | Sucesor: Arequipa 1997 |

- Datos: Q4588364